# Francisco Sousa Faria da Silva
Francisco Sousa Faria da Silva (Porto, 21 de julho de 1988), que também usa o nome literário Francisco Silva, é um escritor, ilustrador, tradutor, editor e empresário português. É formado na área das Artes e o seu trabalho de escrita e ilustração divide-se entre Portugal e Estados Unidos da América, com frequentes colaborações com a editora Bold Venture Press e a Zorro Productions, Inc.
Em junho de 2022 fundou a editora literária Intelectual, onde ocupa o cargo de Diretor Executivo e Editor Literário.

## Biografia
Francisco Sousa Faria da Silva nasceu no Porto em 1988 e desde muito jovem desenvolveu a sua paixão por literatura, cinema e ilustração, áreas que aprofundou na sua formação académica.
Estudou Artes Visuais na Escola Artística de Soares dos Reis, e é licenciado em Som e Imagem pela Universidade Católica Portuguesa. Tem uma pós-graduação em Marketing Publicidade e Design.
Autor de variadas ilustrações publicadas principalmente nos Estados Unidos da América, com destaque para vários livros sobre o justiceiro mascarado, Zorro, e a trilogia Tales of Zorro's Old California  de Johnston McCulley, livros publicados entre 2019 e 2022 pelos editores Audrey Parente e Rich Harvey, da Bold Venture Press.
Começou a escrever e a ilustrar pequenos contos aos dez anos e desde então a leitura e a escrita fazem parte do seu quotidiano.
Em 2008, ainda estudante universitário, Francisco Silva fez parte da equipa editorial da EASI, revista anual do departamento de Som e Imagem da Universidade Católica Portuguesa, projeto constituído por alunos e professores do departamento de Som e Imagem. 
Em junho de 2012 publicou o seu primeiro artigo, O Teatro Negro, na revista Yell-Oh!, uma Fanzine de distribuição semestral produzida pelo curso de Som e Imagem da Escola das Artes da Universidade Católica Portuguesa.
Entre 2014 e 2016 desenvolveu um projeto literário infantojuvenil que escreveu e ilustrou com o título Os Mosqueteiros, uma coleção de livros de aventuras baseado livremente nas personagens de Alexandre Dumas, publicado pela Coolbooks entre 2016 e 2020, chancela da Porto Editora. Os Salteadores da Torre de Londres e Os Filhos do Deserto, terceiro e quinto volumes da coleção, estão recomendados pelo Ler + Plano Nacional de Leitura. A coleção foi reeditada em 2023 com o nome As Crónicas dos Mosqueteiros  pela Intelectual Editora, editora literária que Francisco Sousa Faria da Silva fundou e que gere atualmente.
Desde que fundou e passou a gerir a Intelectual Editora, a sua atividade tem-se destacado também na área da tradução literária, com especial enfoque na publicação de obras inéditas em Portugal, contribuindo para o alargamento do panorama editorial português com autores e títulos de reconhecido valor internacional.

## Literatura: obras publicadas e traduzidas
| ANO  | NOME DA OBRA PUBLICADA | EDITORA                                           |
| ---- | --- | ------------------------------------------------- |
| 2025 | Um dia voltaremos a encontrar-nos de Smalltung (tradução) | Intelectual Editora                               |
| 2025 | D' Artagnan e os Três Mosqueteiros 3 de Ren Kishida, Alexandre Dumas (tradução) | Intelectual Editora                               |
| 2025 | D' Artagnan e os Três Mosqueteiros 2 de Ren Kishida, Alexandre Dumas (tradução) | Intelectual Editora                               |
| 2024 | Zorro - Sombras da Rebelião | Bold Venture Press e Intelectual Editora          |
| 2024 | Criaturas Noturnas: Crónicas Portuguesas de Vampiros (antologia de contos) - A Sonata do Diabo                                                                                           | Intelectual Editora                               |
| 2024 | D' Artagnan e os Três Mosqueteiros 1 de Ren Kishida, Alexandre Dumas (tradução) | Intelectual Editora                               |
| 2024 | D'Artacão e os Três Moscãoteiros de Claudio Biern Boyd, Alexandre Dumas (tradução e prefácio)                                                                                            | Intelectual Editora                               |
| 2024 | Zorro: Swordplay and Romance (antologia de contos) - Shadows of Rebellion | Bold Venture Press                                |
| 2024 | Os Três Mosqueteiros: Milady de Maxime Fontaine, Alexandre Dumas (tradução) | Intelectual Editora                               |
| 2023 | Os Três Mosqueteiros: D'Artagnan de Christine Féret-Fleury, Alexandre Dumas (tradução)                                                                                                   | Intelectual Editora                               |
| 2023 | Lua Eterna: Os Herdeiros do Universo de Susan Kite (tradução) | Intelectual Editora                               |
| 2023 | O Sinal do Zorro de Johnston McCulley (tradução e introdução) - Um herói centenário: Zorro em Portugal                                                                                   | Intelectual Editora                               |
| 2022 | A Herdeira do Titanic | Intelectual Editora                               |
| 2022 | Zorro's Exploits (antologia de contos) - M for Murrieta | Bold Venture Press                                |
| 2020 | Os Filhos do Deserto (reeditado em 2023) Livro recomendado PNL2027 - 2020 1.º Sem. - Literatura - dos 9-11 anos - dos 12-14 anos - Mediana                                               | Intelectual Editora (2023) Coolbooks (2020)       |
| 2020 | Zorro: The Daring Escapades (antologia de contos) - Showdown in El Camino Real - Zorro's Z Lesson for a Little Girl                                                                      | Bold Venture Press                                |
| 2019 | A Lenda da Musa de Camões | Coolbooks (2019)                                  |
| 2018 | Os Salteadores da Torre de Londres (reeditado em 2023) Livro recomendado pelo Plano Nacional de Leitura PNL 2027 - 2018 2.º Sem. - Literatura - dos 9-11 anos - dos 12-14 anos - Mediana | Intelectual Editora (2023/ 2024) Coolbooks (2018) |
| 2017 | O Segredo de Leonardo da Vinci (reeditado em 2023) | Intelectual Editora (2023) Coolbooks (2017)       |
| 2016 | A Conspiração de Sangue (reeditado em 2023 com o título A Conspiração das Sombras) | Intelectual Editora (2023) Coolbooks (2016)       |

## Arte e ilustração: principais publicações
| ANO  | NOME DA OBRA                                               | EDITORA/ EMPRESA                         | TIPO DE ARTE |
| ---- | ---------------------------------------------------------- | ---------------------------------------- | --- |
| 2025 | All For One - Legends of the Musketeers                    | Intelectual Editora                      | Arte de capa |
| 2024 | Criaturas Noturnas: Crónicas Portuguesas de Vampiros       | Intelectual Editora                      | Ilustração para o interior da obra - O Eremitério da Melancolia                                                                                        |
| 2024 | Zorro - Sombras da Rebelião                                | Bold Venture Press e Intelectual Editora | Arte de capa |
| 2022 | Zorro's Exploits                                           | Bold Venture Press                       | Arte de capa; ilustrações para o interior da obra - "M for Murrieta", "Zorro and The Red Devil", "The Gold Bell of Canfield Featherstone", and others. |
| 2021 | The Promise of Zorro                                       | Bold Venture Press                       | Arte de capa |
| 2021 | Zorro and The Irish Colonel                                | Bold Venture Press                       | Arte de capa |
| 2020 | Os Contos Mais Épicos de Conan                             | Edições Saída de Emergência              | Ilustração para o interior da obra - Shadows in Zamboula                                                                                               |
| 2020 | Zorro: The Daring Escapades                                | Bold Venture Press                       | Ilustrações para o interior da obra - "Showdown in El Camino Real" , "Zorro's Z Lesson for a Little Girl", "Stranger Than Fiction", "Brand of El Lobo" |
| 2020 | Os Filhos do Deserto (Os Mosqueteiros #5)                  | Coolbooks (Porto Editora)                | Arte de capa; ilustrações para o interior da obra |
| 2020 | Señor Vulture (Tales of Zorro's Old California #3)         | Bold Venture Press                       | Arte de capa; ilustrações para o interior da obra |
| 2019 | Black Grandee (Tales of Zorro's Old California #2)         | Bold Venture Press                       | Arte de capa; ilustrações para o interior da obra |
| 2019 | The Devil's Doubloons (Tales of Zorro's Old California #1) | Bold Venture Press                       | Arte de capa; ilustrações para o interior da obra |

### Prémios e nomeações
| ANO  |                                                     | OBRA                                      | RESULTADO   |
| ---- | --------------------------------------------------- | ----------------------------------------- | ----------- |
| 2023 | The Pulp Factory Awards: Best Pulp Cover            | Zorro's Exploits Ilustração de capa       | Indicado    |
| 2020 | Ler + Plano Nacional de Leitura                     | Os Filhos do Deserto livro                | Recomendado |
| 2020 | Edições Saída de Emergência: Concurso de Ilustração | Os Contos Mais Épicos de Conan ilustração | Venceu      |
| 2018 | Ler + Plano Nacional de Leitura                     | Os Salteadores da Torre de Londres livro  | Recomendado |

## Curiosidades
Em criança, Francisco Silva gostava particularmente de livros de aventuras e sobre a História de Portugal. Cresceu a ler a coleção Salgari, da biblioteca do seu avô, e os livros de heróis clássicos como Os Três Mosqueteiros, O Conde de Monte Cristo, Zorro e Robin Hood. Aos dez anos começou a escrever e a ilustrar pequenos contos de aventuras. Foi este o mote para descobrir uma das suas coleções preferidas, Viagens no Tempo, das autoras Ana Maria Magalhães e Isabel Alçada. O Sabor da Liberdade, nono volume da coleção, é ainda hoje, um dos seus livros juvenis preferidos.
Trineto do Comendador José de Sousa Faria e bisneto do Comendador e antigo Provedor da Ordem da Venerável Irmandade da Lapa, José de Sousa Faria Júnior, com quem conviveu diariamente até 2003, ano em que o bisavô faleceu. Os legados do seu trisavô e bisavô são atualmente preservados por si e pelo seu irmão, André Silva.